# Dumontiaceae
Dumontiaceae, porodica crvenih alga, dio reda Gigartinales. Postoji 19 rodova sa 78 priznatih vrsta

## Rodovi i broj vrsta
1. Constantinea Postels & Ruprecht 4
2. Cryptosiphonia J.Agardh 2
3. Dasyphloea Montagne 1
4. Dilsea Stackhouse 6
5. Dudresnaya P.Crouan & H.Crouan 23
6. Dumontia J.V.Lamouroux 6
7. Farlowia J.Agardh 3
8. Gibsmithia Doty 7
9. Hyalosiphonia Okamura 1
10. Kraftia Shepley & Womersley 1
11. Leptocladia J.Agardh 2
12. Masudaphycus S.C.Lindstrom 2
13. Neodilsea Tokida 7
14. Orculifilum Lindstrom 1
15. Pikea Harvey 3
16. Rhodopeltis Harvey 2
17. Thuretellopsis Kylin 1
18. Waernia R.T.Wilce, Maggs, & Sears 1
19. Weeksia Setchell 5